# Ian McCulloch (cantante)
Ian Stephen McCulloch (Liverpool, 5 maggio 1959) è un cantante britannico che deve la sua fama agli Echo & the Bunnymen, la band di cui è leader.

## Storia
Inizialmente nei Crucial Three, in cui figuravano anche Julian Cope e Pete Wilye, formò sul finire degli anni Settanta gli Echo & The Bunnymen con il chitarrista Will Sergeant, il bassista Les Pattinson e il batterista Pete de Freitas.
La band ottenne un successo straordinario con album entrati nella storia come Heaven Up There e Ocean Rain, per poi sciogliersi nel 1989, quando Ian decise di intraprendere la carriera solista.
Gli Echo & The Bunnymen si riunirono nel 1997 e sono tuttora in attività.
Tra i vari soprannomi affibbiatigli si ricordano "Mac" e "Mac the mouth", quest'ultimo per la sua propensione a criticare i colleghi; i più criticati da McCulloch sono gli U2 e il cantante di questi ultimi, Bono Vox.
McCulloch ha dichiarato di amare la musica di Lou Reed, Iggy Pop, Leonard Cohen e in particolare David Bowie.
Si ricorda della sua non fortunatissima carriera solista le canzoni September Songs e Lover Lover Lover, cover di una celebre canzone di Leonard Cohen.
Il suo terzo album solista, Slideling, annovera la collaborazione del leader dei Coldplay, Chris Martin, fan da sempre di McCulloch. Tra i tanti, hanno dichiarato di essere fan di McCulloch celebrità illustri come Courtney Love, Robert Smith dei Cure e i Pavement.
Nel 1998 McCulloch realizzò, insieme alle Spice Girls e agli Space, (How Does It Feel to Be) On Top of the World, canzone ufficiale della nazionale inglese di calcio ai mondiali del 1998.
McCulloch è stato sposato per venti anni (1983-2003) con Lorraine Fox, dalla quale ha avuto due figlie, Candy e Mimi. 
Nel 2010 ha avuto un'altra figlia, Dusty May, nata dalla relazione con Zoe Devlin, durata solo sei mesi.

## Discografia

### Album da solista
- 1989 - Candleland
- 1992 - Mysterio
- 2003 - Slideling
- 2012 - Pro Patria Mori
- 2013 - Holy Ghosts